# 이타쿠라 시게마사

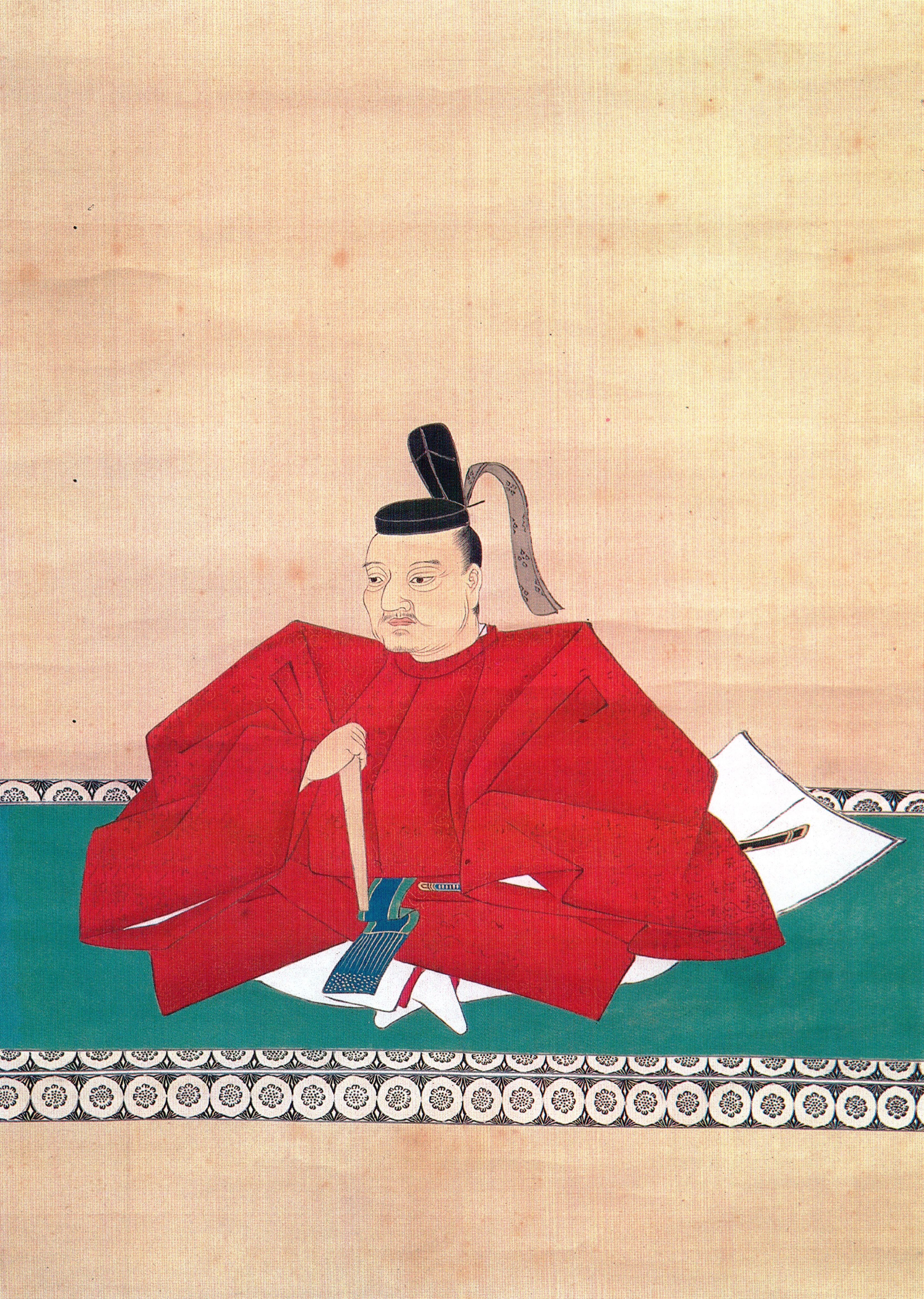
이타쿠라 시게마사

이타쿠라 시게마사(일본어: 板倉重昌, 1588년 ~ 1638년 2월 14일)는 아즈치모모야마 시대부터 에도 시대 전기까지의 무장, 다이묘이다. 미카와 후코즈 번 초대 번주를 지냈다. 시게마사류 이타쿠라가(重昌流板倉家) 시조.
스루가국 슨푸 출신으로 도쿠가와씨의 가신 이타쿠라 가쓰시게의 차남으로 태어났다. 후에 시마바라의 난을 진압하던 중 전사하였다.
시게마사 사후 장남 시게노리는 가독을 이어 받고 부친 시게마사의 순직 및 공적을 인정받아 5만여석까지 가증받게 된다.
| 전임 막부령(마쓰다이라 다다토시) | 제1대 후코즈 번 번주 (이타쿠라가) 1624년 ~ 1638년 | 후임 이타쿠라 시게노리 |